# Prionotolytta binotata
Prionotolytta binotata là một loài bọ cánh cứng trong họ Meloidae. Loài này được Péringuey miêu tả khoa học năm 1888.